# La Bataille de Midway
Cet article concerne le documentaire de John Ford. Pour le film de 1976, voir La Bataille de Midway (film, 1976). Pour le film de 2019, voir Midway (film, 2019). Pour les autres significations, voir Midway.
Pour plus de détails, voir Fiche technique et Distribution.
La Bataille de Midway (titre original : The Battle of Midway) est film documentaire réalisé par John Ford, sorti en 1942.
Des images en couleurs de la bataille de Midway sont illustrées avec la voix de plusieurs narrateurs, dont Henry Fonda, Jane Darwell, Donald Crisp et Irving Pichel.

## Synopsis
Le film commence dans un style documentaire avec un narrateur masculin expliquant où se trouve Midway et quelle est son importance stratégique. Cinq minutes plus tard, le format change légèrement, avec des images plus insouciantes de GI au travail sur l'île, l’apparition d’une voix féminine. La voix est celle d'une femme d’âge moyen de Springfield, qui est le modèle de la mère-type, expliquant comment elle identifie tel ou tel garçon de sa ville natale.
Le récit se tourne brutalement vers la bataille avec approximativement 5 minutes consacrées à la défense de l'île, la bataille navale, et ses conséquences. À la fin, les diverses pertes japonaises connues sont montrées (4 porte-avions, etc.), puis rayées à la peinture rouge.

## Notes de production

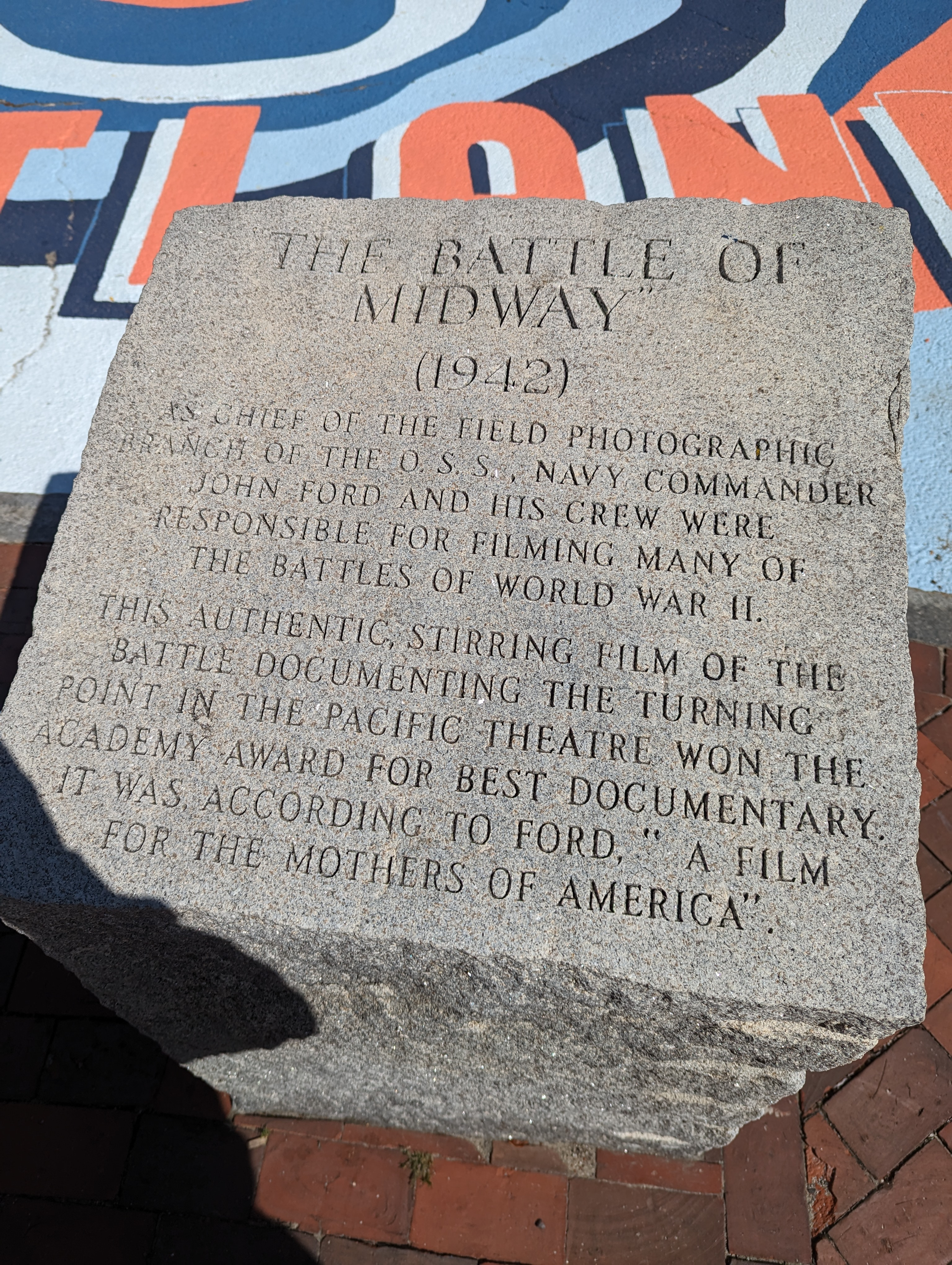
Pierre de la bataille de Midway (1942)